# Pareatge d'Andorra de 1288
El pareatge d'Andorra de 1288 o segon pareatge d'Andorra recollí el pareatge de 1278 i a més en regulà altres obligacions.

## Pareatges d'Andorra
Els pareatges d'Andorra de 1278 i 1288 consistiren en dos pactes consecutius segons els quals s'acordaren el condomini de les valls d'Andorra. Són l'origen de l'actual coprincipat: per una banda l'arquebisbe d'Urgell (Senyor Episcopal d'Urgell) i per l'altra el President de la República Francesa. El primer pareatge d'Andorra va ser entre el bisbe d'Urgell, Pere d'Urtx, i el comte de Foix, Roger Bernat III, el 1278, que fou ratificat per una sentència el 1288.
Un precepte carolingi datat de l'any 843 i signat pel rei Carles el Calb menciona l'atribució de les Valls d'Andorra, així com d'altres territoris, al seu fidel Sunifred, comte d'Urgell. Al 988, Borrell II, comte de Barcelona i d'Urgell, cedeix els alous d'Andorra a l'Església d'Urgell a canvi de possessions dins el Comtat de la Cerdanya. Així doncs, el bisbe d'Urgell esdevé sobirà temporal de les valls.
Durant el segle xiii se succeeixen un seguit de guerres, lluites i hostilitats entre els bisbes d'Urgell i els comtes de Foix. Tot això acabà amb la pau de l'any 1278 en forma de pareatge. Això, però, no va ser definitiu, ja que degut a la falta d'esclariments i els buits legals d'aquest primer pareatge s'hagué de signar un segon l'any 1288. Aquests dos acords reben el nom de Pareatges, convenis entre una senyoria laica i una senyoria eclesiàstica. En el cas concret d'Andorra fou un condomini entre dos senyors, el comte d'Urgell, representat en el bisbe d'Urgell i el comte de Foix.
Aquesta figura, típicament medieval, solia fer-se quan un dels dos consenyors era eclesiàstic. També es va aplicar a Mallorca, concretament a la baronia d'Andratx, també coneguda com a Baronia del Pariatge a ponent de la ciutat (encontorns de Calvià i Andratx i terme de Marratxí), a partir del segle xiv durant el regnat de Sanç I de Mallorca. L'ús de pareatges a l'època no era una cosa exclusiva d'Andorra, ni tan sols de Catalunya. De fet, era una pràctica generalitzada arreu d'Europa i sobretot a Occitània. En són exemples; València (el bisbe Jaspert de Botonac), a l'Aragó (el col·lector dels delmes Bonanat de Lavània), a Catalunya (Ramon de Besalú, ardiaca de Tarragona) i al Llenguadoc (el susdit Bonanat, canonge de Narbona), sense esmentar-hi, per descomptats, el bisbe d'Urgell i el comte de Foix. En poques paraules, l'àmbit natural de la nostra cultura als dos vessants dels Pirineus.
Els pareatges defineixen tres punts clau: 
- Justícia: L'exerceixen ambdós senyors, conjuntament, mitjançant dos batlles (encarregats d'administrar la justícia en nom dels senyors).
- Quèstia: Tribut que es pagaria alternativament al bisbe i al comte de Foix. Es fixa per al bisbe una quantitat de mil sous melgoresos i es deixa al comte la llibertat de determinar la quantia que li pertoca.
- Servei militar: Hom reconeix al dos senyors el dret d'exigir als seus súbdits l'host i la cavalcada, amb la reserva de no servir-se'n l'un contra l'altre.

## Pareatge de 1288
Després de signar el primer pareatge (1278), Roger Bernat III fa construir el castell d'Enclar des d'on poder controlar les activitats del bisbe d'Urgell. Deu anys després i per evitar nous enfrontaments, el bisbe Pere d'Urtx i el comte Roger Bernat III de Foix, signen el segon pareatge el 6 de desembre de 1288. El nou pareatge esclara aspectes mal definits a l'antic pareatge a més d'ordenar la demolició del castell que el comte de Foix va començar a construir a Sant Vicenç d'Enclar i prohibeix que en el futur se n'hi pugui aixecar cap altre sense el consentiment i la llicència del bisbe d'Urgell. A més d'aixó també regula els delmes d'Andorra i reglamenta la institució del notari o notaris de les valls (disposa que siguin designats en comú pels dos senyors). Amb la signatura dels pareatges de 1278 i 1288 es comença a organitzar i formar el règim polític andorrà: el coprincipat.

### Document del Pareatge de 1288 (adaptat)
| «                                     | Segon pariatge d'Andorra (6 de desembre de 1288) Sigui patent a tothom que ha sorgit controvèrsia i moltes qüestions entre el venerable pare senyor Pere, per la divina misericòrdia bisbe d'Urgell, i son capítol, d'una banda, i el noble baró el senyor roger Bernat, per la gràcia de Déu comte de Foix i vescomte de Castellbò, de l'altra banda, les quals qüestions i controvèrsies s'han originat i continuat per causa de les novetats que engendren discòrdia i per l'ambigüitat i dubtosa interpretació de la composició acordada temps abans, i per moltes altres causes, de les quals se seguien entre ells nombrosos danys i perills per al futur, que cada dia eren més clars; per tot això els esmentats senyors, volent reconciliar-se i proveir que a llurs súbdits no els esdevinguin més greus mals, i en la mesura del possible evitar els perills futurs, i apartar els ja començats i arrelats, i per a convertir la discòrdia en concòrdia, sota la pena de mil morabatins estipulada per les dues parts. I nosaltres els susdits senyors Ramon d'Urtx i Guillem Ramon de Josa, per tal que com a àrbitres, jutges o amigables componedors, vistes les dites controvèrsies i qüestions i demandes, i proposades per ells mateixos davant nostre, i escoltats ells i ses defenses, examinades les excepcions i altres coses que foren proposades per les parts davant nostre, i nosaltres arribats a una certesa, aconseguida per declaracions de testimonis i obtinguda per instruments públics i d'altres legítims documents, sobre el dret de cadascuna de les parts, volent nosaltres establir i conservar pau perpètua entre els senyors i els seus successors i llurs súbdits, desitjant apartar per amigable composició les precedents qüestions i controvèrsies, sabuda la veritat sobre els afers esmentats, i volent suprimir l'ambigüitat i les novetats, i acabar finalment entre ells i llurs súbdits la discòrdia i tota matèria de conflictes, per l'autoritat que ens ha estat concedida per les parts, i atenent la utilitat i benefici d'elles, pronunciem, ordenem i diem, sota la pena predita i fent amigables componedors entre les parts: | » |
| — Segon pareatge d'Andorra — preàmbul | |   |

| «                                      | I - Sobre la […] la fortalesa, o edificació o castell que ha començat a fer i es proposa acabar el mateix senyor comte en el puig de Sant Vicenç, que és a la Vall d'Andorra, ja que aquesta edificació […] es fa prescindint del dret de l'esmentat senyor bisbe i del seu consell i és causa de discòrdia […] ordenem que el senyor comte de Foix interrompi la continuació de l'esmentada fortalesa o construcció del sobredit castell que feia o començava a fer en el puig esmentat, i tot allò que ja està fet o edificat sigui totalment enderrocat o fer aterrar, i d'ara endavant ni el senyor bisbe o els seus successors no puguin edificar cap fortalesa [...] | » |
| — Segon pareatge d'Andorra — Capítol 1 | |   |

| «                                      | II - Sobre la segona petició, referent a la roca d'Arfa, pronunciem, diem i ordenem, com hem fet anteriorment, que el susdit senyor bisbe d'Urgell o els seus successors no edifiquin ni puguin edificar, ni ara ni després, cap castell o fortalesa [...] | » |
| — Segon pareatge d'Andorra — Capítol 2 | |   |

| «                                      | III - Sobre la tercera petició referent als delmes d'Andorra que el predit senyor noble comte […] restin obligats a complir tot el referit anteriorment, i que el batlle o qualsevol altre que reculli i ajunti els fruits dels expressats delmes i rendes, els ajuntarà al lloc o llocs acostumats i està obligat a reunir-los dintre la Vall d'Andorra sense frau, els ha de considerar i no pot vendre, alienar, dividir ni apartar dels llocs referits els fruits dels esmentats delmes anualment percebuts, nin tampoc fer-los seus en qualsevol sentit, sinó que els 8 ha de constituir com a cosa d'altri, fins que siguin en mans de tots i cadascun dels anteriors; ha d'ésser donat compte exacte anualment de dites rendes, conforme a dalt s'ha dit, a l'esmentat prevere i prior [...] | » |
| — Segon pareatge d'Andorra — Capítol 3 | |   |

| «                                      | IV - Sobre la quarta petició referent a la creació i constitució de notari o notaris de les valls d'Andorra, vista la composició que fa poc s'ha acordat entre els dits senyors i vist l'instrument i el que s'hi conté, […] pronunciem i ordenem, tal com hem fet més amunt, que el senyor comte esmentat i el senyor bisbe i llurs successors posin, creïn i estableixin al mateix temps en la dita Vall notari o notaris, segons vegin que s'ha de fer i que aquests per l'autoritat, creació i llicència d'ambdós senyors, facin en l'esmentada Vall com a notari o notaris públics els testaments, instruments, codicils i altres públiques escriptures i, com a escriptors constituïts i dipositaris de la fe pública, rebin autoritat d'ambdós i prometin fidelitat a qualsevol d'escriure fidelment. | » |
| — Segon pareatge d'Andorra — Capítol 4 | |   |

| «                                      | V - Sobre la cinquena petició en què s'assegura que els homes d'Arcavell tenen i han de tenir fins avui han posseït, segons es diu, per part del senyor bisbe pacíficament i quietament l'empriu i les pastures d'Estamariu, enviant-hi bestiar gros i petit a pasturar, cosa en què ara són pertorbats i és prohibit pels homes d'Estamariu, indegudament i injustament segons s'assegura, diem, pronunciem i ordenem, com hem fet més amunt, que nosaltres els esmentats Ramon d'Urtx i Guillem Ramon de Josa volem delimitar per la nostra voluntat l'empriu i les pastures, ja que hem estat allí personalment nosaltres o altre bons homes i fidels que hi hem volgut posar, per tal que delimitin els esmentats cultius i emprius i pastures pacíficament segons la voluntat d'aquests o la nostra, assenyalant els termes fins als quals cada comunitat dels dos llocs pugui estendre el seu ús, establir-s'hi amb el seu bestiar i enviar-hi a pasturar impunement els seus animals grossos i petits sense cap contradicció de l'altra; aquesta composició i determinació dels esmentats termes, feta o a fer per nosaltres o pels nostres substituts, les parts predites, ells personalment i llurs successors estiguin obligats a complir-la i l'hagin d'observar perpètuament. | » |
| — Segon pareatge d'Andorra — Capítol 5 | |   |

| «                                      | VI - La sisena petició és del senyor comte de Foix, que exigeix que es compleixi la pena dels cinquanta mil sous i demana que li siguin pagats i adjudicats pel senyor bisbe perquè els deu, ja que moltes i diverses qüestions foren suscitades i mantingudes per molt temps entre els esmentats senyor comte de Foix i el senyor bisbe d'Urgell, de les quals derivaren danys i greuges mutus i moltes coses considerables; les quals qüestions foren acabades i definides per àrbitres, jutges o amigables componedors[...] | » |
| — Segon pareatge d'Andorra — Capítol 6 | |   |

| «                                      | VII - Sobre la setena petició del senyor comte en la qual es demana remoure o desfer un canal, que el senyor comte assegura que fou fet en terra seva i dintre dels seus termes pel senyor bisbe expressat o per altra persona, però manant-ho ell o amb el seu consentiment, i pel qual camí l'aigua és conduïda o portada fins als molins de la ciutat d'Urgell, diem pronunciem i ordenem, de la manera que hem fet més amunt, que en tant que els canal o rec hagi estat fet per qualsevol dins la terra del referit senyor comte o els seus termes sense la seva voluntat i consentiment, sigui refet com era abans i l'expressat senyor comte pugui 9 remoure'l o fer -lo remoure ara mateix si vol, i que torni al seu primer esta o situació o rec antic tal com era primerament. | » |
| — Segon pareatge d'Andorra — Capítol 7 | |   |

| «                                      | VIII - Totes aquestes coses sobredites diem, ordenem i pronunciem i detallem, per la potestat que ens fou concedida per les parts, i per l'autoritat i resolució esmentades de compondre entre les dites parts amigablement, i volem i ordenem que entre les parts i també llurs súbdits sigui observada perpètuament pau i concòrdia sobre aquelles coses; [...] | » |
| — Segon pareatge d'Andorra — Capítol 8 | |   |

| «                                      | IX - I també diem, pronunciem i ordenem que l'instrument de convenció fet fa poc entre els homes del bisbat que viuen a l'Urgellet i els homes del vescomtat de Castellbò, tal com en el document s'estableix, sigui observat entre els homes i que els predits senyors bisbe i comte el facin complir, com s'ha convingut, segons llur voluntat i llicència. | » |
| — Segon pareatge d'Andorra — Capítol 9 | |   |

| «                                       | X - De la mateixa manera, diem, volem i ordenem que el dit senyor bisbe doni garantidors escaients, que per si mateixos i amb els seus béns s'obliguin envers el referit comte i els seus, renunciant a tot dret i cautela, per si de cas el senyor bisbe hagués de lliurar al dit senyor comte l'esmentada pena de mil morabatins per no haver complert el sobredit. | » |
| — Segon pareatge d'Andorra — Capítol 10 | |   |

| «                                       | XI - També volem, diem i pronunciem i ordenem, consentint-hi i aprovant-ho i volent-ho les parts expressament, que encara que el dit senyor bisbe i capítol i església d'Urgell siguin absolts per nosaltres de la dita pena de cinquanta mil sous melgoresos, i que acabem de dir que ells mateixos no hi estan obligats ni caigueren en aquella pena i que l'acció es extingida, si de cas competia o podia correspondre al referit senyor comte, perquè l'esmentat senyor bisbe provà davant nostre que impetrà la confirmació per mitjà de procurador designat legítimament per a aquesta feina i que l'obtingué en el temps establer, i encara que no constés en la redacció de l'instrument de pronunciació o composició de quina manera el senyor bisbe havia d'impetrar la lletra ni que l'havia d'ensenyar al senyor comte, per més que el pensament i la intenció dels àrbitres sembla que era aquesta; malgrat aquestes circumstàncies, el referit senyor bisbe, el capítol i l'església s'obliguin amb tots llurs béns a favor del predit senyor comte i els seus a la susdita pena de cinquanta mil sous assenyalada en la primera composició [...] | » |
| — Segon pareatge d'Andorra — Capítol 11 | |   |

| «                                       | XII - També diem i ordenem que si una petita part del capítol, o bé nomé un dels seus components, vingués contra els predits acords a infringir la composició en qualsevol forma, aleshores no s'apliqui dita pena sinó que el referit senyor bisbe i el capítol no donin a ell o ells, els contraventors, ajut o favor, ni vulguin donarlos consell, ni vulguin ajudar-los de les rendes comunes de la dita església, sinó que estan obligats a donar consell i ajut a l'expressat senyor comte contra aquell o aquells que hi contravinguessin, a demanda de l'esmentat senyor comte i dels seus; i si el referit senyor bisbe o capítol, tots o la major part, donessin consell, ajut o favor a aquell o aquells contraventors, que incorrin en la dita pena de cinquanta mil sous, que sigui lliurada al susdit senyor comte i els seus successors. Així és que nós Pere per la gràcia de Déu el bisbe 10 esmentat, i el capítol de l'església d'Urgell infrascrit, els noms dels quals consten ací nominalment, haguda deliberació sobre les predites coses i havent tractat diligentment entre nosaltres, que les predites coses i cada una són i venen a parar en benefici, utilitat i comoditat nostra i de la nostra església, així com dels súbdits nostres, lloem, aprovem i confirmem tot els sobredit i cada una de las dites coses ordenades, pronunciades i disposades pels dits nobles Ramon d'Urtx i Guillem Ramon de Josa, com més amunt s'esmenta, volent que totes i cada una siguin segures, irrevocables i fermes. […] Això ha estat fet el dia vuit dels idus de desembre de l'any del Senyor mil dos-cents vuitanta-vuit.. | » |
| — Segon pareatge d'Andorra — Capítol 12 | |   |

#### Final del document
Signatura de Ramon d'Urtx i de Guillem de Josa, àrbitres predits, que això signem. Nós Pere, per la gràcia de Déu bisbe d'Urgell predit, subscrivim i jurem. Signatura de Roger Bernat, per la gràcia de Déu comte predit, que això lloem i jurem. [... signatures del capítol de la Seu i diversos cavallers] Jaume Orig, notari públic de Puigcerdà ho ha escrit, amb el raspat i l'esmena d'unes lletres a la línia seixanta a les paraules contra illum vel illos qui contravenerint; i amb la sobreposició d'unes lletres a la línia seixanta-quatre, a la paraula stipulanti, el dia i l'any esmentats (sig. Man.) 
- Font: Traducció de Joan Bellès i Sallent, publicada a Catalunya Romànica Vol VI: Alt Urgell i Andorra; Enciclopèdia Catalana; Barcelona 1992.